# Enyalioides palpebralis
Enyalioides palpebralis là một loài thằn lằn trong họ Hoplocercidae. Loài này được Boulenger mô tả khoa học đầu tiên năm 1883.

## Hình ảnh

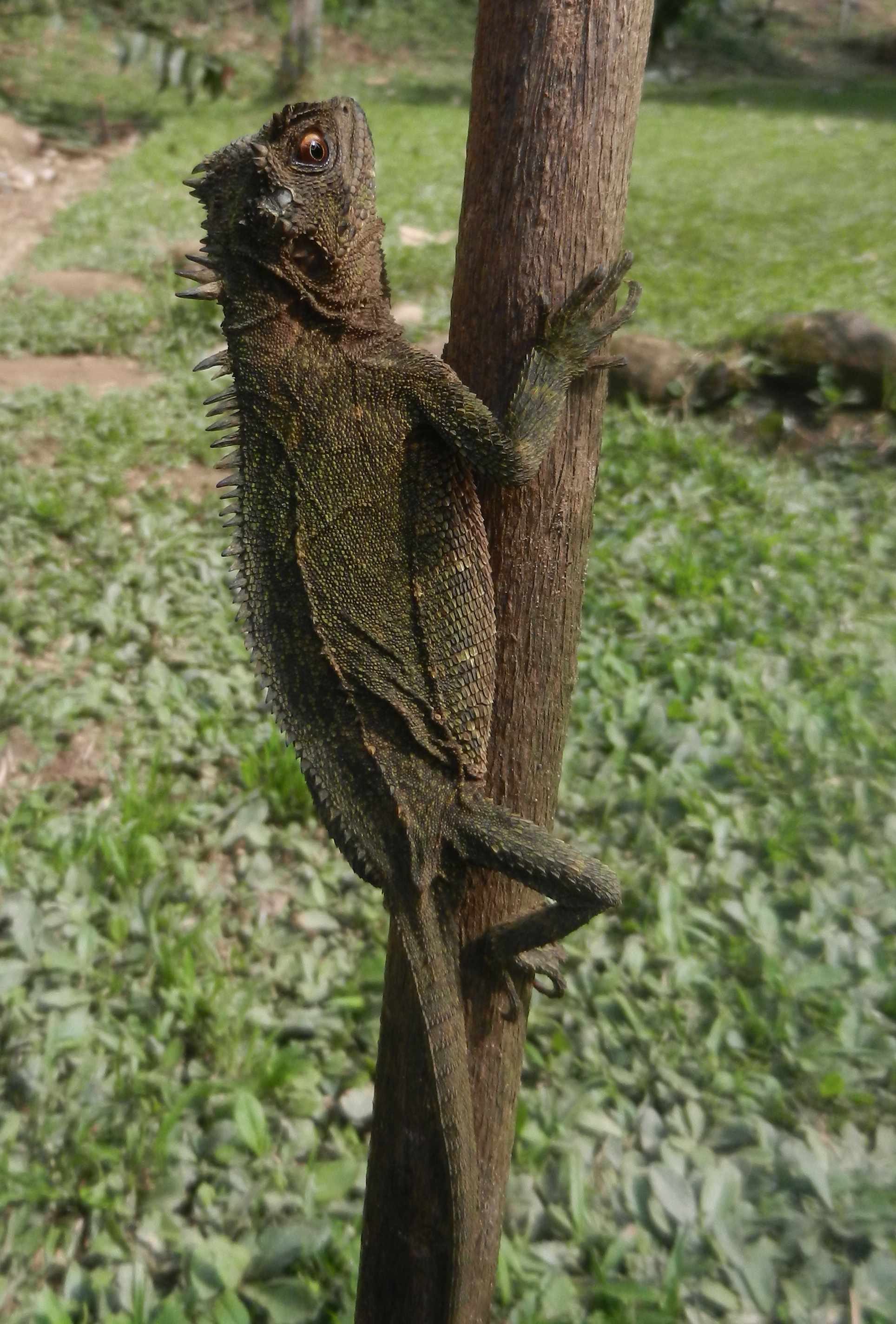
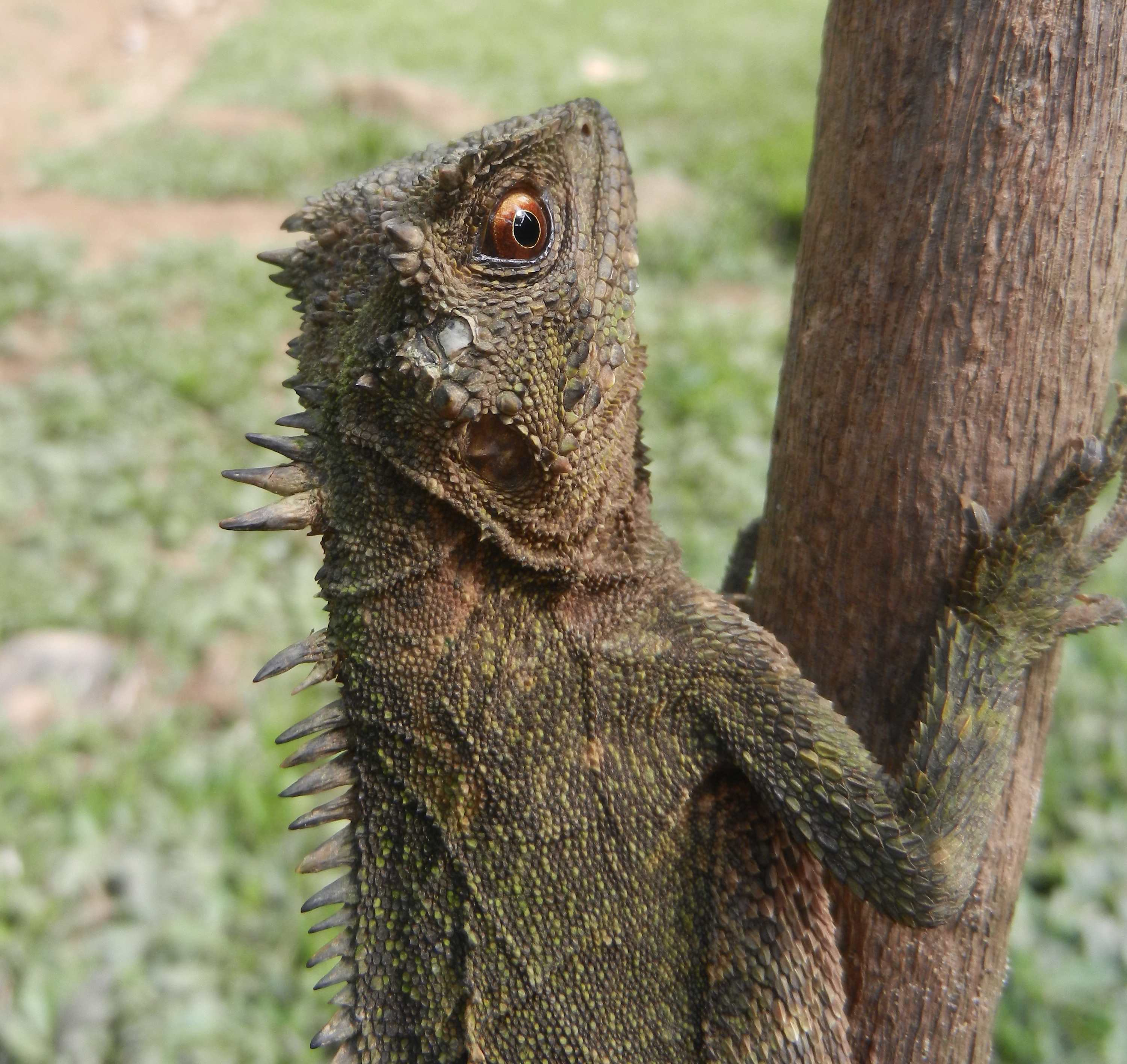